# Islam au Gabon

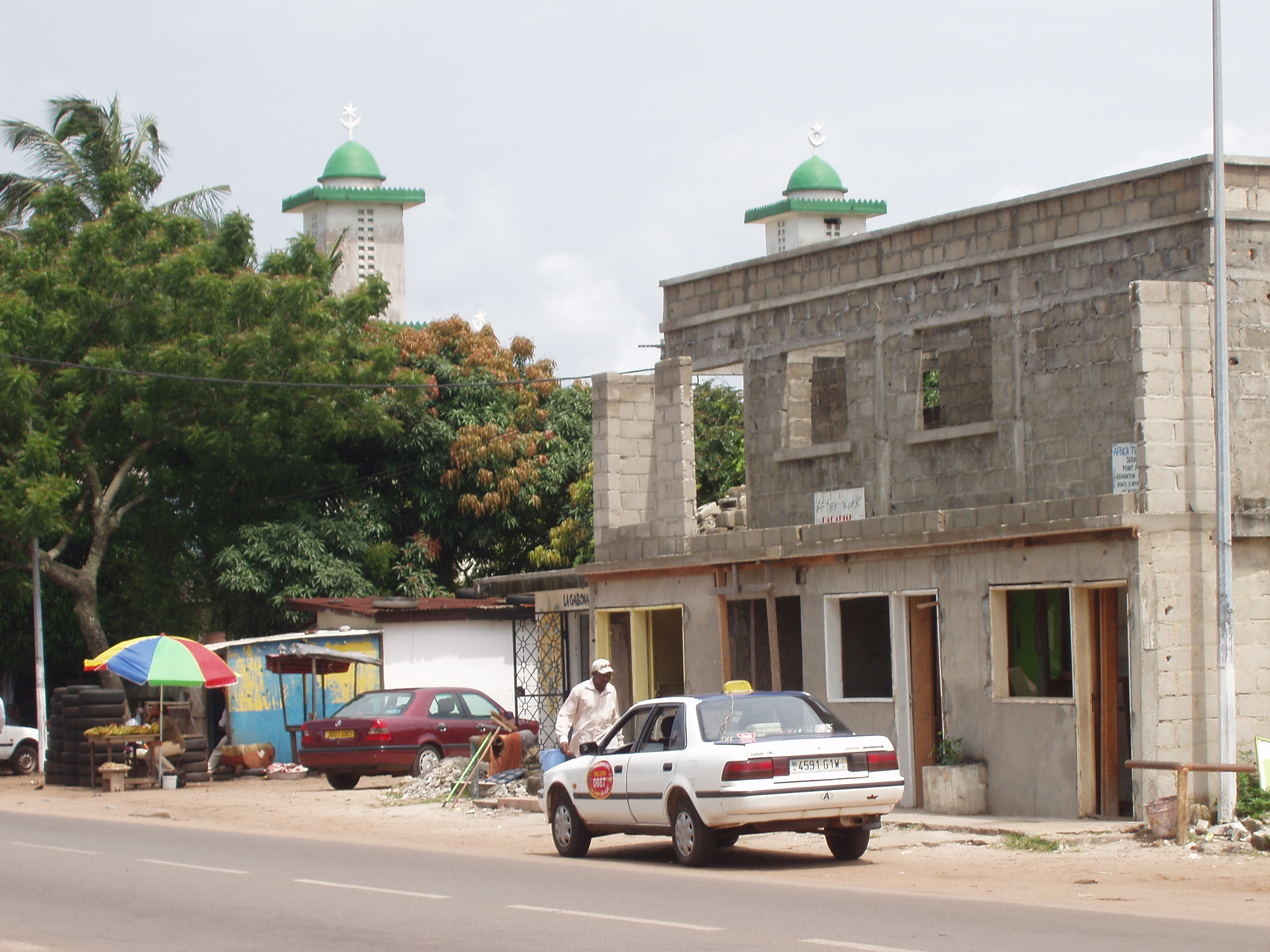
La mosquée de Port-Gentil

Les musulmans sont peu nombreux au Gabon : les statistiques disponibles varient entre 1 % et 12 % de la population. Il est donc très difficile d'en estimer le nombre et il semble qu'ils soient surtout étrangers (entre 80 et 90 % des pratiquants).  
Néanmoins, l'ex-président gabonais, Ali Bongo, est un musulman. Son père, Omar Bongo, décédé en 2009, s'était converti à l'islam en 1973. Le Gabon est un pays membre de l'Organisation de la coopération islamique.

## Histoire
Le Gabon est un pays dâ€™Afrique centrale qui nâ€™a jamais connu les conquÃªtes arabo-musulmanes et nâ€™a donc aucun lien historique avec lâ€™islam. Les ethnies natives du Gabon sont les Bantous et les PygmÃ©es, chacune ayant ses propres cultures et croyances spirituelles. Le pays a ensuite Ã©tÃ© colonisÃ© par les EuropÃ©ens, qui y ont introduit le christianisme. Ce dernier sâ€™est rÃ©pandu parmi toutes les ethnies.
Ainsi, la majoritÃ© de la population est chrÃ©tienne, tout en conservant ses rites ancestraux, comme le Bwiti, une spiritualitÃ© largement pratiquÃ©e au Gabon. Lâ€™islam est arrivÃ© au Gabon avec les immigrÃ©s ouest-africains venus chercher des opportunitÃ©s. MalgrÃ© leur prÃ©sence, la population native du Gabon reste profondÃ©ment ancrÃ©e dans le christianisme et ses traditions ancestrales.

## L'islam institutionnalisé
En 2004, la première conférence des musulmans du Gabon a eu lieu dans la capitale, Libreville. Cette conférence avait pour objet de promouvoir un islam tolérant et suffisamment unifié dans ses pratiques et son organisation concrète. La conférence a débouché sur une charte du culte musulman et sur la création du Conseil supérieur des affaires islamiques du Gabon (CSAIG), un organisme qui unifie tous les musulmans gabonais. Ali Bongo en est le Raïs.

## L'islam et l'État
Certaines fêtes musulmanes sont des jours fériés : l'Aïd el-Fitr et l'Aïd el-Kebir. Par ailleurs, la télévision gouvernementale laisse des temps d'antenne aux imams, comme aux clercs des différentes confessions chrétiennes.[réf. nécessaire]